# Kollektiv trafik
 Der er for få eller ingen kildehenvisninger i denne artikel, hvilket er et problem. Du kan hjælpe ved at angive troværdige kilder til de påstande, som fremføres i artiklen.

Kollektiv trafik eller offentlig transport er samfærdselsformer, der befordrer et større antal passagerer ad gangen. De drives af offentlige eller private selskaber på kontrakt. Typiske eksempler på offentlig transport er busser, tog og sporvogne.  I Danmark varetages kollektiv trafik/offentlig transport af staten (statens baner, overordnet planlægning), regionerne (regional bustrafik og lokale privatbaner) og kommunerne (bybusser og anden bustrafik inden for kommunegrænsen).

## Fordele ved kollektiv trafik
Begrundelserne for samfundets nytte af kollektiv trafik:
1. Økonomisk fordi flest muligt bruger samme samfærdselsmiddel, hellere end at alle har udgifter til forbrug af brændstoffer, materialer til fremstilling og vedligeholdelse af køretøjet, slid på færdselsanlæg med mere,
2. Miljømæssigt er det en fordel, at omfanget af udstødningsgasser og støj begrænses
3. Arealmæssigt optager kollektive trafikmidler mindre plads end særlige trafikmidler for hver person eller familie lige som behovet for at nedrive bebyggelse for at udvide færdselsanlæg til voksende trafik kan undgås
4. Rejsetid fordi færre samfærdselsmidler trænges om pladsen
5. Socialt fordi børn, pensionister, handicappede o.a. ikke selv kan rejse

Foruden mindre parkeringsbehov, da kollektive trafikmidler er i bevægelse undtagen stop for at optage og afsætte rejsende).

## Kollektive transportformer
Typiske kollektive transportmidler er:
- Tog
- Bus (rutebil, omnibus)
- Metro
- Sporvogn
- Trolleybus
- Letbane/Light rail
- Flextrafik

## Typer af kollektiv trafik
Disse findes i flere varianter og størrelser til såvel lokale rejser som fjernrejser.

### Bytrafik
En del af den kollektive trafik er tilpasset (stor)byens indre rejsebehov og når knapt nok ud til forstæderne og slet ikke til byens omliggende opland. Hertil regnes sporvogne, trolleybus og letbane.

### Oplandstrafik
En stor del af det, der normalt betegnes som kollektiv trafik, er den daglige rejse til og fra arbejde/skole/uddannelse (pendling) samt til fritidsaktiviteter, indkøb/shopping, besøg etc. En del af den kollektive trafik er delvist finansieret af offentlige tilskud (sammen med brugerbetaling – dvs. billet-indtægter), og den er styret af offentlige indstanser (Transportministeriet, kommuner og indtil 2007 også amter).

### Fjerntrafik
Fjerntrafikken kan drives af private selskaber uden offentlig styring og tilskud. Det er ikke alle dele tælles med i begrebet kollektiv trafik. Den kan udover tog og bus også bestå af:
- færger
- fly
- private fjernbusser adskiller sig fra almindelige busser og fjernbusser drevet af offentlige selskaber

## Retningslinjer for udformningen af kollektiv trafik
Udformningen af kollektiv trafik i enkeltheder beror fortrinsvis på de stedlige forhold. Dog kan der opstilles en række retningslinjer, som (kan) lægges til grund ved udformningen af kollektiv trafik:
1. Hurtig fremkommelighed mellem rejsens begyndelse og slutning. For at sikre dette tilpasses den kollektive trafik i videst mulig omfang rejsebehovene. Disse kan fordeles på nærrejser og rejser over større afstande. For nærrejsernes vedkommende lægges vægten på ruteføringer, der kan kan betjene flest mulige rejsende. Sådanne ruteføringer kan blandt andet være mellem bolig og store arbejdspladssamlinger, boliger og indkøbs- og forretningscentre samt offentlige institutioner (fx uddannelsesinstitutioner og offentlige forvaltninger). Ruterne indrettes med forholdsvis mange stoppesteder med indbyrdes korte afstande, så at de rejsende kun har korte gangafstande fra bolig til påstigning og fra afstigning til rejsemål. For fjernrejsernes vedkommende er der ofte lagt hovedvægt på forholdsvis få stoppesteder med indbyrdes store afstande for at sikre en kort rejsetid. Fra sådanne forholdsvis centralt beliggende steder kan tilbydes ruteforbindelser i nærruter, der tilpasses fleksibelt.
2. Enkle og overskuelige køreplaner. Hovedvægten lægges ofte på faste rejsetider (fx faste minut-tal) med tilpasset frekvens (en gang i timen, hvert kvarter, hver 5. minut osv.). Desuden lægges vægt på enkle grafiske fremstillinger, der er lette at overskue og forstå.
3. Let tilgængelig information om rejsemuligheder. Dette sikres efter forholdene på ulige måde: i form af stor skiltning på det rullende materiel med nummerangivelser og rejsemål, i form af enkle oversigter ved stoppesteder over alle afgange, afgangstider, stoppesteder (mulige rejsemål eller delrejsemål), i trykt form til medtagelse og brug for den rejsende osv.
4. Enkelt billetsystem. Tidligere var billetsystemer indrettet efter køb af en billet fra et givet afrejsested til et givet rejsemål på et givet tidspunkt. Dette system er nu suppleret med andre billetordninger, ikke mindst zonebilletter og klippekort, der kan anvendes efter påstempling inden for et givet område (antal zoner fra rejsens startsted) og i et givet tidsrum (fx en time, to timer, en given dato). Fordelene for den, der forbereder sin rejse, er åbenlyse: vedkommende kan gøre en kortere eller længere rejse, opfylde rejsens formål (fx indkøb eller besøg) og vende tilbage med samme billet, idet zoneordningen giver fri mulighed for at skifte fra et rejsemiddel til et andet (fx fra tog til bus). Systemet kan endda omfatte hele landet.
5. Fleksible rejsemuligheder. Dette er delvist omtalt under zonebilletsystemet. Dertil kommer, at stoppesteder for ulige rejsemuligheder (ulige tog, buslinjer m.v.) samles i tilknytning til hinanden, hvorved omstigning gøres lettere. Ved indbyrdes sammenpassede køreplaner sikres, at den rejsende kun har korte ventetider ved disse skift. Der indrettes i tilknytning til større stoppesteder (jernbanestationer) cykelparkering, langtidsparkering, steder for kortvarig af- og påstigning (kaldet "Kiss and ride"), og visse tog giver mulighed for at medtage cykel.
6. Bekvemmelighed under rejsen. Både busser og tog indrettes ikke blot med behagelige siddepladser men tillige med serviceydelser så som toiletter, kaffeautomater, radio, internetforbindelse og lignende foruden løbende information om rejsens fremskriden.
7. Bekvemmelighed ved på- og afstigning; hensyn til bevægelseshæmmede. Dette sikres ved at lave stoppesteder i " gulvhøjde" med det rullende materiel og indrette busser og tog uden trapper ved på- og afstigning, hvorved barnevogne, rullestole og andre med bevægelsesbesvær lettere kan bruge rejsemidlet. Stoppestederne indrettes med flade ramper og/eller elevatorer for at lette højdeforskellen mellem platform (perron) og det omgivende højdeniveau. Stoppesteder og busterminaler forsynes med overdækkede ventesale eller skure, der beskytter mod vind og vejr, og kan tillige være forsynet med kiosk, spisested og lignende bekvemmeligheder for de rejsende.

## Betydningen af kollektiv trafik
Betydningen af kollektiv trafik kan udtrykkes på to måder:
1. enten som antallet af rejsende, der bruger (en givet form for) kollektiv(e) trafik(midler) på en given strækning,
2. eller som andel af det samlede rejsearbejde på en given strækning.

Rejsearbejdets omfang måles som regel ved trafiktællinger, hvor de rejsende modtager en billet, der angiver afrejsestedet, og afleverer den igen ved ankomststedet. Derved kan man registrere dels hvorfra og hvorhen rejsen er sket, dels tidspunktet på tællingsdagen rejsen er sket. Derved kan man fastlægge mindstebehovet for antal pladser til rejsende og for eventuelt at omlægge eller udvide omfanget af den kollektive trafik for givne strækninger.
Oplysningerne kan tillige sammenstilles med andre oplysninger, for eksempel trafiktællinger for antallet af gående, cykler, biler på et givet sted og oplysninger om folks registrerede bosted og arbejdssted, hvorved omfanget af kollektive rejser kan sættes i forhold til et beregnet antal samlede rejsende eller i forhold til pendlingens omfang.
Erfaringerne fra sådanne undersøgelser viser, at den kollektive trafiks andel af det samlede transportarbejde udgør mellem halvdelen og en tredjedel på strækninger med veludbygget kollektiv trafik, lavere andele ved mindre veludbygget kollektiv trafik. Da store dele af transportbehovet finder sted uden for tætbebyggede områder, ligger den kollektive trafiks andel af det samlede transportarbejde omkring 15-20%. Men for eksempel i de såkaldte "byfingre" i hovedstadsområdet udgør andelen op imod halvdelen af pendlingsbehovet til Københavns kommune.

## Vigtige danske kollektive trafikselskaber
- Bornholms Amts Trafikselskab
- DSB
- FynBus
- Metroen
- Movia
- Midttrafik
- Nordjyllands Trafikselskab
- Scandlines
- Sydtrafik